# Bremblens
Bremblens ist eine politische Gemeinde im Distrikt Morges des Kantons Waadt in der Schweiz.

## Geographie
Bremblens liegt auf 464 m ü. M., 4 km nordnordöstlich der Bezirkshauptstadt Morges (Luftlinie). Das Bauerndorf erstreckt sich am Rand eines Plateaus westlich des Venogetals, im Waadtländer Mittelland, an aussichtsreicher Lage rund 100 m über dem Seespiegel des Genfersees.
Die Fläche des 2,9 km² grossen Gemeindegebiets umfasst einen Abschnitt des Waadtländer Mittellandes. Der Gemeindeboden erstreckt sich von der Mulde des Baches Arena ostwärts über das Plateau von Bremblens, auf dem mit 482 m ü. M. der höchste Punkt erreicht wird, bis an den Flusslauf der Venoge. Von der Gemeindefläche entfielen 1997 12 % auf Siedlungen, 20 % auf Wald und Gehölze, 67 % auf Landwirtschaft und etwas weniger als 1 % war unproduktives Land.
Zu Bremblens gehören einige Einzelhöfe. Nachbargemeinden von Bremblens sind Bussigny, Echandens, Lonay, Echichens, Romanel-sur-Morges und Aclens.

## Bevölkerung
Mit 614 Einwohnern (Stand 31. Dezember 2023) gehört Bremblens zu den kleinen Gemeinden des Kantons Waadt. Von den Bewohnern sind 86,7 % französischsprachig, 5,6 % deutschsprachig und 1,9 % englischsprachig (Stand 2000). Die Bevölkerungszahl von Bremblens belief sich 1850 auf 187 Einwohner, 1900 auf 188 Einwohner. Seit 1960 (166 Einwohner) setzte eine rasante Bevölkerungszunahme mit einer Verdoppelung der Einwohnerzahl innerhalb von 30 Jahren ein.

## Wirtschaft
Bremblens war bis Mitte des 20. Jahrhunderts ein vorwiegend durch die Landwirtschaft geprägtes Dorf. Noch heute haben der Ackerbau und der Weinbau (besonders an den Südwesthängen des Plateaus von Bremblens) eine wichtige Bedeutung. Weitere Arbeitsplätze sind im lokalen Kleingewerbe und im Dienstleistungssektor vorhanden. In den letzten Jahrzehnten hat sich das Dorf zu einer Wohngemeinde entwickelt. Viele Erwerbstätige sind deshalb Wegpendler, die vor allem in Morges und Lausanne arbeiten.

## Verkehr
Die Gemeinde ist verkehrstechnisch gut erschlossen. Sie liegt leicht abseits der Hauptstrasse von Morges nach Cossonay. Durch den Postautokurs, der von Morges nach Cossonay verkehrt, ist Bremblens an das Netz des öffentlichen Verkehrs angebunden.

## Geschichte
Die erste urkundliche Erwähnung des Ortes erfolgte 1177 unter dem Namen Berblens, bereits 1211 erschien die heutige Bezeichnung Bremblens. Der Ortsname leitet sich vermutlich vom burgundischen Personennamen Beribald ab. Im Mittelalter hatte die Abtei Lac de Joux (L’Abbaye) reichen Grundbesitz in Bremblens. Das Dorf kam durch Kauf 1246 an den Bischof von Lausanne, später war es Teil der Herrschaft Aclens, die 1675 von Morges gekauft wurde.
Mit der Eroberung der Waadt durch Bern im Jahr 1536 kam Bremblens unter die Verwaltung der Vogtei Morges. Nach dem Zusammenbruch des Ancien Régime gehörte das Dorf von 1798 bis 1803 während der Helvetik zum Kanton Léman, der anschliessend mit der Inkraftsetzung der Mediationsverfassung im Kanton Waadt aufging. 1798 wurde es dem Bezirk Morges zugeteilt.

## Sehenswürdigkeiten
Die Kirche von Bremblens geht in ihren Ursprüngen auf die Zeit um 1100 zurück. Der heutige, unter Denkmalschutz stehende Bau stammt aus dem 13. Jahrhundert, der Glockenturm wurde 1809 erneuert. Einige Bauernhäuser im Ortskern stammen aus dem 18. und 19. Jahrhundert.